# Kosmartidena
Kosmartidena je bila konkubina Artakserksa I. (vladao od 465. do 424. pr. Kr.), vladara Perzijskog Carstva. Rodila mu je dva sina, Darija II. i Arsita. Rođena u gradu Babilonu.
Jedini povijesni izvor o njenom životu je grčki povjesničar Ktezije, čija je djela u sažecima prepisivao carigradski patrijah Focije I. U tim djelima spominje se kako je nakon smrti Artakserksa I. zavladala borba za prijestolje u kojoj su sudjelovali njegovi sinovi Kserkso II., Sogdijan, te Kosmartidenin sin Darije II. Njegova polubraća Kserkso II. i Sogdijan bili su sinovi drugih Artakserksovih žena; Damaspije odnosno Alogine. Sin Kosmartidene prošao je najbolje u borbama za prijestolje, jer je Perzijskim Carstvom vladao gotovo dva desetljeća (423. – 404. pr. Kr.) dok su prethodna dvojica vladala svega 45 dana, odnosno šest mjeseci.

## Poveznice
- Artakserkso I.
- Darije II.
- Ahemenidsko Perzijsko Carstvo

## Vanjske poveznice
- Kosmartidena (Ancestry.com)
- Pierre Briant: „Od Kira do Aleksandra: Povijest Perzijskog Carstva“ (From Cyrus to Alexander: A History of the Persian Empire), preveo Peter Daniels, Indiana: Eisenbrauns, 2002., str. 588.
- Kosmartidena - obiteljsko stablo (Rpi.edu)  Arhivirana inačica izvorne stranice od 3. lipnja 2010. (Wayback Machine)
- Kosmartidena (Rpiscrews.us)[neaktivna poveznica]
- Maria Brosius: „Žene u antičkoj Perziji“ (Women in Ancient Persia)